# 罗士韦
罗士韦（？—？），江西庐陵（今江西吉安）人，是一名清朝政治人物。
罗士韦曾于乾隆五十年（1785年）六月接替葛建初任嘉定县知县一职，1786年由於一芳接任。据《上海旧政权建置志》，罗士韦的前任与继任均是举人，而罗士韦没有任何功名记载。